# Mailly-le-Château
Mailly-le-Château település Franciaországban, Yonne megyében. Lakosainak száma 523 fő (2022. január 1.). Mailly-le-Château Fontenay-sous-Fouronnes, Merry-sur-Yonne, Courson-les-Carrières, Crain, Festigny, Fouronnes, Mailly-la-Ville és Trucy-sur-Yonne községekkel határos.

## Népesség
A település népességének változása:
| Lakosok száma | 579  | 568  | 567  | 554  | 549  | 545  | 540  | 531  | 523  |
|               | 2013 | 2015 | 2016 | 2017 | 2018 | 2019 | 2020 | 2021 | 2022 |